# Cadence Jazz Records
Cadence Jazz Records is een onafhankelijk Amerikaans platenlabel voor jazz: moderne jazz, free jazz, geïmproviseerde muziek en modern creative. Het label werd in 1980 in Redwood in de staat New York opgericht door Bob Rusch.
Op het label zijn platen verschenen van onder meer Ahmed Abdullah, Chet Baker, Marilyn Crispell, Bill Dixon, Barbara Donald, Dominic Duval, Frode Gjerstad (o.m. met Han Bennink), Beaver Harris, Fred Hess, Noah Howard, Paul Lovens, Frank Lowe, Kalaparusha Maurice McIntyre, Michael Bisio, Jemeel Moondoc, Ivo Perelman, Saheb Sarbib, Paul Smoker en Glenn Spearman.